# أجازة نص السنة (فلم)
أجازة نص السنة  فيلم دراما موسيقي استعراضي للمخرج علي رضا عام 1962  وكتب القصة والسيناريو والحوار محمد عثمان. الفيلم من بطولة ماجدة ومحمود رضا وفريدة فهمي وعبد المنعم إبراهيم، وتدور القصة حول الشابة زينب التي تقوم برعاية أرض الأسرة في الريف بينما شقيقها حسين يدرس في القاهرة ويشارك في فرقة الجامعة للرقص الشعبي.
صدر الفيلم إلى دور العرض المصرية في 17 ديسمبر 1962.
منح موقع قاعدة بيانات الأفلام على الإنترنت (IMDB) الفيلم درجة 6.2/ 10.
منح موقع قاعدة بيانات الأفلام العربية «السينما.كوم» الفيلم درجة 6.4/ 10.

## طاقم التمثيل
ماجدة: في دور زينب
محمود رضا: في دور أحمد
فريدة فهمي: في دور فريدة (شقيقة أحمد)
حسن عفيفي: في دور حسين (شقيق زينب)
عبد المنعم إبراهيم: في دور عويس (ابن الشيخ سليمان)
عبد العليم خطاب: في دور الشيخ سليمان (خال زينب)
محمد حسنين: في دور قرني (مساعد الشيخ سليمان)
ثريا فخري: في دور خاله شوق (مربية زينب)
عبد المنعم سعودي: في دور المحضر
هناء الشوربجي: في دور ليلى
نيفين رامز: في دور زيزي (شقيقة أحمد الصغرى)
بالاشتراك مع: فرقة رضا للرقص الشعبي - محمد العزبي - حسين إسماعيل - عباس الدالي - مطاوع عوبس - زيزي رضا.

## أحداث الفيلم
تعيش زينب (ماجدة) في الريف حيث ترعى أرضها البالغة أربعين فدان وتشرف على زراعتها بنفسها بينما شقيقيها حسين (حسن عفيفي) يدرس في كلية الزراعة، وتنتظر زينب تخرجه ليساعدها في رعاية الأرض. يطمع زوج خالتها الشيخ سليمان (عبد العليم خطاب) في أن يزوجها من ابنه عويس (عبد المنعم إبراهيم) حتى يستولي على أرضها، بينما يحب عويس الفتاة الفقيرة مسعدة. يدعو حسين زملائه في فرقة الرقص الشعبي بالكلية لقضاء أجازة نصف السنة في بيته الريفي وإقامة البروفات المطلوبة للإشتراك في مسابقة الجامعة للرقص الشعبي، ويقبل الزملاء الدعوة. تستقبل زينب شقيقها وزملائه بترحاب مضطرة، وتقوم بإيواء الشباب في «الزريبة» بعد تجهيزها، وتسمح للفتيات بالإقامة معها داخل البيت. تلاحظ زينب أن قائد فرقتهم وهو أحمد (محمود رضا) يعاملهم بحزم وشدة وتعجب بشخصيته وتتقرب إليه، ويبادلها الإعجاب. تكتشف زينب أن شقيقها حسين يحب بطلة الفرقة «فريدة» (فريدة فهمي) ومتفق معها على الزواج ولكنه لم يخبرها برغبته وينتظر الفرصة المناسبة، ولا تدرك زينب أن فريدة هي شقيقة أحمد. يخبر قرني (محسن حسنين)، مساعد الشيخ سليمان، بوجود زوار في ضيافة زينب وحسين ويخبره عما يدور من رقص واختلاط بين الشباب والفتيات. يثور الشيخ ويخشى من ضياع زينب وأرضها ومن ثم يأمر ولده الوحيد عويس (عبد المنعم إبراهيم) بالتوجه إلى بيت زينب ويأمرها بصفته الزوج المنتظر بطرد ضيوفها. يذهب عويس إلى زينب التي تدرك ما حدث وتنصح عويس بسرعة إتمام زواجه من مسعدة رغم أنف أبيه. تشاهدت زينب فريدة مع أحمد وتظن أن بينهما علاقة عاطفية وتشعر بالغيرة وتطلب من حسين أن يرحل بضيوفه عن بيتهم الريفي المحافظ، ويضح حسين ويفهمها أن أحمد هو شقيق فريدة.تسارع زينب لتلحق بأحمد الذي كان على وشك الرحيل مع باقي الزملاء، وتصارحه بحبها. يصارح أحمد زميله حسين برغبته بالزواج من زينب، بينما يأتي الشيخ سليمان ويطلب من زينب الزواج من ولده عويس، وعندما تخبره بأن عويس يحب الفتاة الفقيرة مسعدة يسارع بطردها مع أسرتها من القرية. يصاب عويس بصدمة رحيل مسعدة وأسرتها مما يدفعه للتحرر من قيود والده ويتزوج مسعدة ويستقل عن والده حيث أن كل الأرض التي يضع والده يده عليها ملكاً له بعد أن ورثها عن والدته. تقرر الفرقة العودة للقاهرة انتظارا لموعد حفلتهم في مسابقة الرقص الشعبي للجامعات. كانت زينب مديونة للشيخ سليمان الذي يقرر الحجز على أرضها ويتحدد يوم البيع، ولكن تحضر الفرقة، بعد نجاح عروضها نجاحا كبيراً وفوزها بالمركز الأول، ويسارع جميع أفراد الفرقة لتسديد الديون وإيقاف البيع، ولكن عويس يتدخل عويس ويوقف البيع متنازلاً عن ديون زينب لأنه هم مالك الأرض وصاحب الحق في تحصيل الديون. يعود الشيخ سليمان لرشده ويبارك زواج عويس من مسعدة وزواج أحمد من زينب وزواج حسين من فريدة.

## استقبال الفيلم
كتب محمود قاسم في صحيفة الشروق في 15 يوليو 2022: «في عدد كبير من الافلام التي كان أبطالها من المتصارعين على امتلاك الأرض، إما لزراعتها أو تعميرها والكثير من هذه الافلام مأخوذ من روايات مشهورة مثل»عناقيد الغضب The Grapes of Wrath" و"ذهب مع الريح Gone With the Wind" و "الاتحاد الباسيفيكى Union Pacific" وأيضا "هذه أرضى أنا This Earth Is Mine" وهو الفيلم الذي أنتجته السينما الأمريكية مرة أخرى عام 1962 بالاسم نفسه بطولة روك هدسن"، ويتابع الكاتب: «بعد عشرين عاما تقريبا من هذه الحقبة وعقب قانون الإصلاح الزراعى في مصر اهتمت السينما لدينا بعمل مجموعة من الافلام التي تدور حول نفس المحور من الصراعات بين الملاك الجدد حول ملكية الأرض وكان العدد كبيرا بشكل ملحوظ منها:»صراع في الوادي" و"الأرض الطيبة" و"أرضنا الخضراء" و"لن أبكى ابدا" و"لحن السعادة" ثم "أجازة نص السنة«إخراج على رضا الذي كان قريب الشبه جدا من فيلم» هذه أرضى أنا«، يتابع الناقد محمود قاسم:» تأسست فرقة رضا على أيدى مجموعة من الشباب الفنانين منهم فريدة فهمى وزوجها على رضا وأبوها والراقص محمود رضا، وكان على رضا قد أثبت موهبته كراقص في العديد من الاستعراضات في أفلام موسيقية، وكانت ظاهرة السينما الاستعراضية قد تقلصت تماما مع توقف كل من نعيمة عاكف ومحمد فوزى عن العمل، وجاءت الفكرة من خلال فيلم «أجازة نص السنة» حيث تم صناعته ليكون أيضا امتدادا لسينما أمريكية تقلصت هي أيضا إلا قليلا مثل فيلم «قص الحى الغربى West side story»، تابع قاسم قائلاً: «كل شئ جديد في هذا الفيلم، اسم المخرج وكافة أبطال الفرقة بمن فيهم محمود رضا ومحمد العزبى وهناء الشربجى ولم يكن هناك أبطال سوى ماجده وعبد المنعم إبراهيم.»
قال محمود رضا في حوار: فيلم "إجازة نصف السنة"هو من أنجح وأهم أفلام علي رضا، بدليل لما يعرض الآن الناس لا تخرج من البيت"، وتابع كلامه قائلاً: "أن علي رضا فنانًا شاملًا، عمل كراقص في بداية حياته الفنية، ثم كمساعد مخرج مع عدد من كبار المخرجين المصريين منهم فطين عبد الوهاب، حسن الأمام، ويوسف شاهين إلى أن بدأ في إخراج أول أفلامه مع فرقة رضا."

## وصلات خارجية
- مقالات تستعمل روابط فنية بلا صلة مع ويكي بيانات